# 台灣太空與科學教育協會
社團法人台灣太空與科學教育協會（英語：TASSE）是一個台灣非營利社團組織，於2007年成立。曾與台灣國家太空中心、台北市政府、台灣大學、中興大學與高雄市政府進行合作與推廣太空科學講座。長久以來，該組織有為相關學校提供獎學金項目並參與國外研習。社團法人台灣太空與科學教育協會心總部位於美國德克薩斯州。

## 外部連結
- TASSE （页面存档备份，存于）